# Parlamentswahlen im Treuhandgebiet Pazifische Inseln 1970
Die Parlamentswahlen im Treuhandgebiet Pazifische Inseln 1970 (Parliamentary elections) wurden am 3. November 1970 im Treuhandgebiet Pazifische Inseln durchgeführt.

## Wahlsystem
Das Zweikammersystem des Congress bestand aus einem Senat mit 12-Mitgliedern mit jeweils zwei Mitgliedern aus jedem der sechs Distrikte und einem House of Representatives mit 21 Mitgliedern mit Sitzen proportional zur Bevölkerung jedes Distrikts – Fünf von Truk, vier von den Marshallinseln und Ponape, drei von den Nördlichen Marianen und Palau und zwei von Yap.
Wahlen wurden alle zwei Jahre im November von geradzahligen Jahren durchgeführt für alle Mitglieder des House of Representatives und die Hälfte des Senats (ein Mitglied aus jedem Distrikt).

## Ergebnisse

### Senat
| Distrikt     | Abgeordneter      | Anmerkungen           |
| ------------ | ----------------- | --------------------- |
| Marianas     | Edward Pangelinan |                       |
| Marshalls    | Amata Kabua       | wiedergewählt         |
| Palau        | Roman Tmetuchl    | früherer Abgeordneter |
| Ponape       | Ambilos Iehsi     |                       |
| Truk         | Andon Amaraich    | wiedergewählt         |
| Yap          | Petrus Tun        |                       |
| Source: TTPI |                   |                       |

### House of Representatives
| Distrikt                                | Wahlkreis     | Abgeordneter       | Anmerkungen         |
| --------------------------------------- | ------------- | ------------------ | ------------------- |
| Marianas                                | 1st District  | Felipe Atalig      |                     |
| Marianas                                | 2nd District  | Carlos Shoda       |                     |
| Marianas                                | 3rd District  | Herman Q. Guerrero |                     |
| Marshalls                               | 4th District  | Charles Domnick    | wiedergewählt       |
| Marshalls                               | 5th District  | Henry Samuel       | wiedergewählt       |
| Marshalls                               | 6th District  | Ekpap Silk         | wiedergewählt       |
| Marshalls                               | 7th District  | Ataji Balos        | wiedergewählt       |
| Palau                                   | 8th District  | Timothy Olkeriil   | Ergebnis annulliert |
| Palau                                   | 9th District  | George Ngirarsaol  | Ergebnis annulliert |
| Palau                                   | 10th District | Tarkong Pedro      | Ergebnis annulliert |
| Ponape                                  | 11th District | Joab Sigrah        | wiedergewählt       |
| Ponape                                  | 12th District | Bethwel Henry      | wiedergewählt       |
| Ponape                                  | 13th District | Heinrich Iriarte   | wiedergewählt       |
| Ponape                                  | 14th District | Olter Paul         | wiedergewählt       |
| Truk                                    | 15th District | Raymond Setik      | wiedergewählt       |
| Truk                                    | 16th District | Sasauo Haruo       | wiedergewählt       |
| Truk                                    | 17th District | Endy Dois          | wiedergewählt       |
| Truk                                    | 18th District | Masao Nakayama     | wiedergewählt       |
| Truk                                    | 19th District | Hans Wiliander     | wiedergewählt       |
| Yap                                     | 20th District | John Mangefel      | wiedergewählt       |
| Yap                                     | 21st District | John N. Rugulimar  | wiedergewählt       |
| Source: TTPI, Highlights (google books) |               |                    |                     |

## Nachwirkungen
Nach den Wahlen legte die Progressive Party eine Petition vor, damit die Wahlergebnisse in Palau annulliert würden, wo die Liberal Party alle vier Sitze errungen hatte (Roman Tmetuchl im Senat und George Ngirarsaol, Timothy Olkeriil und Tarkong Pedro im Repräsentantenhaus). Die Progressiven behaupteten, dass nicht registrierte Menschen hätten wählen können und Wahlscheine verfälscht worden seien. Ein Komitee des Senats empfahl in der Folge, dass die Wahl von Tmetuchl annulliert werden solle. Der Senat bestimmte jedoch, dass Tmetuchl seinen Sitz einnehmen dürfe, während die Wahl der drei Abgeordneten aus Palau für das Repräsentantenhaus annulliert wurden.
Als der neugewählte Congress zusammentrat wurde Bethwel Henry aus Ponape als Speaker of the House of Representatives wiedergewählt und Amata Kabua aus den Marshallinseln als Präsident des Senats.
Die Nachwahl für die drei Sitze im Repräsentantenhaus von Palau wurde am 30. März durchgeführt. Polycarp Basilius, Olkeriil und Pedro wurden gewählt.